# Stuart Brisley
Stuart Brisley (Haslemere, Anglia, 1933 –) performansz művész. Jelenleg Spitalfieldsben él.

## Pályafutása
Stuart Brisley 1966-ban hagyott fel a műtárgyak készítésével és kezdte el performanszait. „Minden művészet valamiképpen magában foglalja a „performansz" elemét… Amikor folyamatos cselekményeket végzünk a nyilvánosság előtt (performansz – művészet), úgy érezzük, hogy amit így neveznek, az `teátrális' művészet, …ezért csak érintőlegesen kapcsolódik a festészethez, szobrászathoz stb. A kategóriák ilyen használata csak eltérítően hat a dekadens és apolitikus művészi szokások valós kihívásával szemben, mint amilyen például a szakértői viselkedés a piacon megjelenő festményekkel és szobrokkal kapcsolatban stb., és ezt a folyamatot láthatóvá tegye. A performansznak van egy sokkal pontosabb meghatározása a vizuális művészetek nézőpontjából: az, hogy a művészetet véghez vigye, hogy beteljesítse, hogy működésbe hozza. Ez az aspektus az, amely a performance-fogalmát a középpontba állítja.”
Brisley Európában mindenütt dolgozott. Koncepciói gyakran az általa választott hely teljes átlátásából eredő egyedülálló viszonyból erednek és performansz-előadásai, több ideális esetben, a színhely lakóinak közreműködését is igényelték. Munkájának veleje szocialista meggyőződése. Elhivatottsága a Hibák Színházának beállítottságához hasonló, hiszen a személyes ego eltüntetését tekintette céljának, a rögeszméket, beidegződéseket kérdőjelezte meg performanszaiban. 
„A haladás közszemlére tételének politikai aspektusa is kell, hogy legyen, abban az értelemben, hogy ez a szemle bizonyos helyeken lévő bizonyos emberek felé bizonyos időben irányul és hat rájuk… A művészi koncepció nem valósítható meg, amíg mások nem értették meg, és nincs átformálva a közös gond terhe alatt ébredt általános folyamatokban.”

## Munkássága
- Mára semmi: (1972) 1972-ben egy kiállítótérben, mely el volt sötétítve, egy fürdőkádban feküdt, mely fekete folyadékkal és furcsa törmelékekkel volt töltve 2 hétig feküdt, ebben a gusztustalan masszában. Ezt megismételte a szabadban is.
- Mára semmi II.: A pazarlás ellen tiltakozik. Walter de Maria kasseli szobra 6 millió dollár értékben készült el.
- Tíz nap, az Egy angol hazugság és Az éhség szabaddá tesz: 1973. december 21. és 31.